# 九龍巴士224X線
九龍巴士224X線是由九巴營運的一條香港九龍特快循環巴士路線，來往啟業邨及尖沙咀，祇於平日繁忙時間提供服務，為13X線的輔助特快班次。
其另設有特別班次224R和225R線，分別由香港體育館及佐敦（匯民道）往黃大仙。

## 歷史
- 1985年10月7日：本線前身24X投入服務，來往啟業邨及尖沙咀東，祇在平日繁忙時間提供服務，不設分段收費及小童半價優惠。
- 1987年11月16日：繞經新落成的麗晶花園。
- 1991年3月31日：九巴調整車費，全程收費由$2.6增至$3，加幅逾15%，增設小童半價優惠。
- 1992年1月2日：配合尖沙咀東巴士總站改建為康宏廣場，改為循環線形式運作，往啟業方向的尖沙咀區行車路線和沿線車站均予以取消。
- 1993年4月5日：九巴調整車費，全程收費由$3增至$3.4，加幅逾13%。
- 1994年4月1日：九巴調整車費，全程收費由$3.4增至$4，加幅逾17%。
- 1995年4月2日：九巴調整車費，全程收費由$4增至$4.3，加幅達7.5%。
- 1995年8月6日：改為全線空調服務並更改編號為224X，提升至每天全日服務，往啟業方向改為先駛經尖沙咀東和梳士巴利道，繼而進入彌敦道，全程收費$5.7。
- 1997年9月1日：本線往尖沙咀方向繞經國際展貿中心。
- 1997年12月1日：九巴調整車費，全程收費由$5.8增至$6.2，加幅逾6.8%。七年間，往返同一路段的增幅則逾138%。
- 2002年11月10日：本線改為袛在平日繁忙時間服務，原有服務時間改由13X線繞經啟業邨及麗晶花園取代。
- 2005年5月27日：線往啟業方向改經啟成街及啟華街（宏天廣場）。
- 2008年6月8日：九巴調整車費，全程收費由$6.2增至$6.5，加幅逾4.8%。
- 2011年5月15日：九巴調整車費，全程收費由$6.5增至$6.8。
- 2011年8月29日：本線08:00至08:30及18:00至18:30由啟業開出的班次不停紅磡曲街分站，減少受交通擠塞影響[1]。
- 2013年3月17日：九巴調整車費，全程收費由$6.8增至$7.2。
- 2014年7月6日：九巴調整車費，全程收費由$7.2增至$7.5。
- 2015年1月26日：作出多項改動，詳情如下：
  - 所有往尖沙咀方向的班次不再繞經宏展街及展貿徑，取消「九龍灣國際展貿中心」巴士站；
  - 修改服務時間，上午服務時間由07:00-10:00延長為06:30-10:30；而下午班次則由16:15-20:15改為15:00-21:00；
  - 調整不停曲街分站的時段。
- 2015年3月2日：調整服務時間及班次、修改不停曲街分站時段[2]。
- 2015年6月27日：增設到站時間預報。[3]
- 2018年12月15日：224R線投入服務。[4]
- 2022年1月1日：配合西九文化區「香港跨年倒數演唱會」活動於該天凌晨結束，225R線投入服務。[5]
- 2024年11月18日：224X線特別班次起訖點改為啟德公共運輸交匯處，並改經德朗邨對開一段承啟道，不再途經啟業邨；由啟德開出時間提早十分鐘至08:05。

## 服務時間及班次
| 啟業開                         | 啟業開     | 啟業開     | 啟業開     | 啟業開     |
| 星期一至五                     | 星期一至五 | 星期一至五 | 星期一至五 | 星期一至五 |
| ------------------------------ | ---------- | ---------- | ---------- | ---------- |
| 06:30                          | 06:55      | 07:20      | 07:45      | 08:05      |
| 08:25                          | 08:50      | 09:20      | 09:50      | 10:20      |
| 10:20-15:00期間不提供服務      |            |            |            |            |
| 15:00                          | 15:30      | 16:00      | 16:30      | 17:00      |
| 17:25                          | 17:50      | 18:10      | 18:30      | 18:55      |
| 19:20                          | 19:45      | 20:10      | 20:35      | 21:00      |
| 星期六                         |            |            |            |            |
| 06:30                          | 07:00      | 07:30      | 08:00      | 08:30      |
| 09:00                          | 09:30      | 10:00      | 10:30      |            |
| 10:30-15:00期間不提供服務      |            |            |            |            |
| 15:00                          | 15:30      | 16:00      | 16:30      | 17:00      |
| 17:30                          | 18:00      | 18:30      | 19:00      | 19:30      |
| 20:00                          | 20:30      | 21:00      |            |            |
| 斜體字班次不停漆咸道北曲街站。 |            |            |            |            |
| 星期日及公眾假期不設服務       |            |            |            |            |

特別班次
- 啟德往尖沙咀，再往啟德
  - 星期一至五：08:05
  - 星期六、日及公眾假期停開

## 收費
224X
全程：$8.3
224R
全程：$19.1
225R
全程：$18.3
| - 本線設有12歲以下小童及65歲或以上長者半價優惠。 - 65歲或以上香港居民使用「樂悠咭」，以及12歲以下合資格殘疾兒童使用「殘疾人士身份」個人八達通繳付車資，均可享有每程$2.0或半價（以較低者為準）的票價優惠；12至64歲合資格殘疾人士使用「殘疾人士身份」個人八達通（包括「樂悠咭」），以及60至64歲香港居民使用「樂悠咭」繳付車資，均可享有每程$2.0或全費（以較低者為準）的票價優惠。 - 65歲或以上長者如使用長者或一般個人八達通繳付車資，則只可享有半價優惠；12至64歲合資格殘疾人士如不使用「殘疾人士身份」個人八達通，以及60至64歲人士如不使用「樂悠咭」繳付車資，必須繳付全費。 - 乘客可以現金或八達通於上車時付款，不設找續。 - 每位成人乘客可免費攜帶最多兩名4歲以下而不佔座位的兒童乘客乘車，超額之4歲以下小童必須繳付小童車費乘車。 - 持有「九巴月票」之乘客在車票有效期內，每日可享最多10程任何九龍巴士及龍運巴士路線（包括本路線，以及聯營路線的九龍巴士／龍運巴士提供的班次；惟乘搭機場「A」及「NA」線則可享原價二七折優惠（不會計算每天10次合資格車程））；而B1線則每日可享最多各2程（不會計算每天10次合資格車程）。 - 九龍巴士、城巴、龍運巴士及陽光巴士全職員工及家屬（不包括外判職員）可免費乘搭本路線，惟必須拍職員或職員家屬八達通。 - 乘客亦可透過多元化電子支付系統（e度嘟）繳付車資，包括使用非接觸式VISA卡、JCB卡、萬事達卡、銀聯卡、美國運通、大來國際、Discover Card、Apple Pay、Google Pay、Samsung Pay、AlipayHK「易乘碼」、支付寶、WeChatHK／微信支付「搭車碼」、銀聯雲閃付「乘車碼」及BOC Pay「乘車碼」。乘客使用此付款方式，使用此支付方式的乘客可享有中途下車之分段收費，以及與其他九巴／龍運獨營路線或聯營線九巴／龍運班次之轉乘優惠，惟不適用於與非九巴／龍運路線之轉乘優惠，亦不能享有「公共交通費用補貼計劃」及「長者及合資格殘疾人士公共交通票價優惠計劃」。 |

## 使用車輛
本線一向由九巴九龍灣車廠負責派車行走。24X線採用丹尼士喝采巴士（N）；而224X線初時則以丹尼士飛鏢（AA）和三菱MK117J及MK217J型（AM）單層巴士為主力，隨後改用雙層巴士提供服務。
現時用車包括3輛富豪B9TL 12米（AVBWU）雙層空調巴士，均屬九龍灣車廠。
| 車隊編號 | 車牌   |
| -------- | ------ |
| AVBWU22  | PJ6316 |
| AVBWU35  | PK2688 |
| AVBWU61  | PT 453 |

## 行車路線
224X
主線
經：宏照道、宏光道、啟祥道、啟福道、啟德隧道、東九龍走廊、漆咸道北、漆咸道南、梳士巴利道、彌敦道、加士居道、漆咸道南、漆咸道北、東九龍走廊、啟德隧道、啟福道、啟祥道、啟成街、啟華街、宏光道及宏照道。
啟德特別班次
經：協調道、承啟道、沐虹街、宏光道、啟祥道、啟福道、啟德隧道、東九龍走廊、漆咸道北、漆咸道南、梳士巴利道、彌敦道、加士居道、漆咸道南、漆咸道北、東九龍走廊、啟德隧道、啟福道、啟祥道、啟成街、承啟道及協調道。
224R／225R
經：（匯民道、佐敦道、加士居道）暢運道、漆咸道南、漆咸道北、東九龍走廊、啟德隧道、啟福道、啟祥道、啟成街、承啟道、宏照道、啟祥道、牛頭角道、振華道、牛頭角巴士總站、佐敦谷北道、彩霞道、觀塘道、龍翔道、彩虹交匯處、彩虹道、斧山道、蒲崗村道、慈雲山道、惠華街、雲華街、雙鳳街、崇華街、蒲崗村道、大磡道、龍蟠街、鳳德道、沙田㘭道、黃大仙道、雅竹街、竹園道、馬仔坑道、鳳舞街及東頭村道。
225R線不經帶底線之路段，改經帶斜線之路段。

### 沿線車站

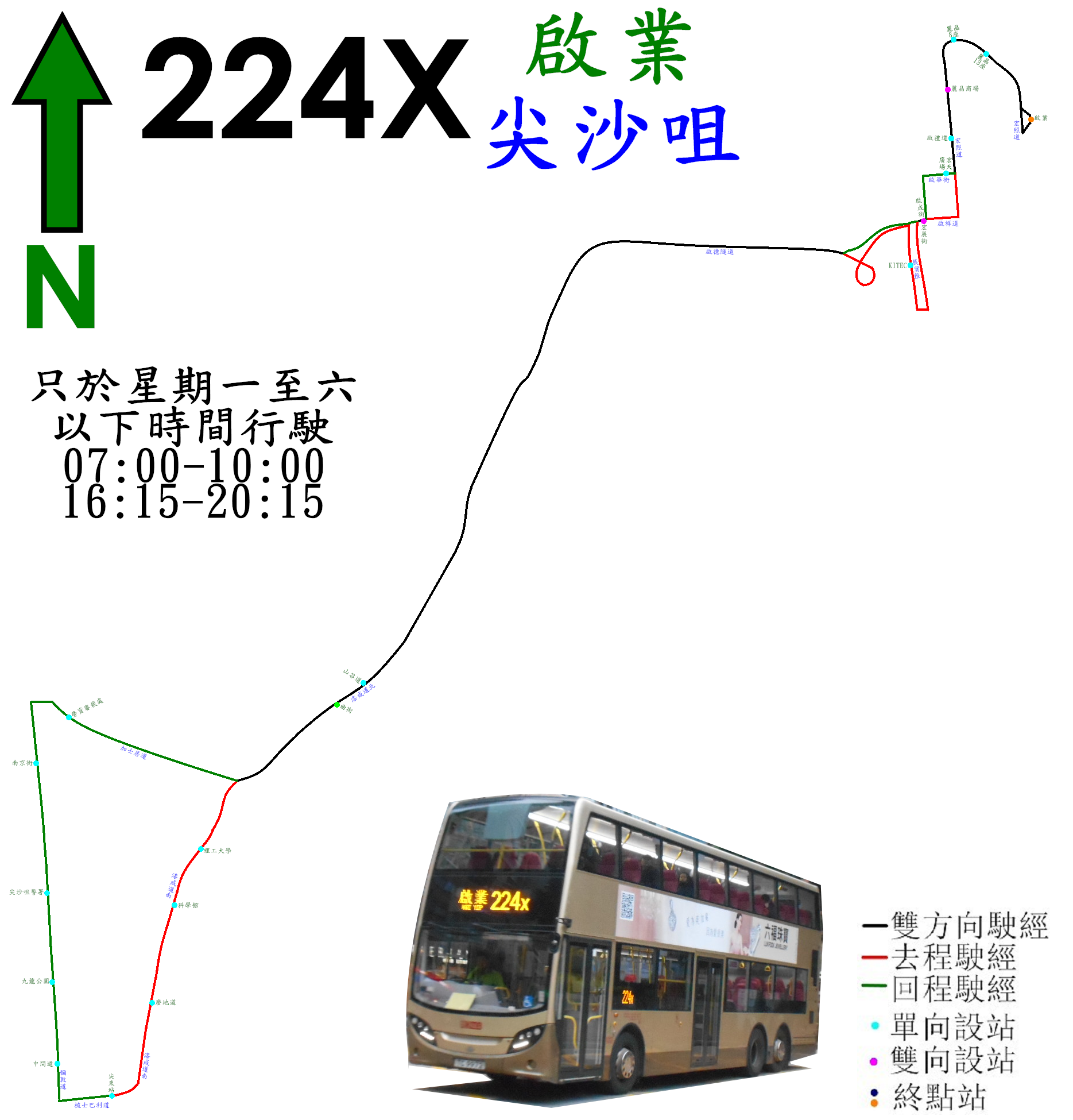
224X線的走線圖

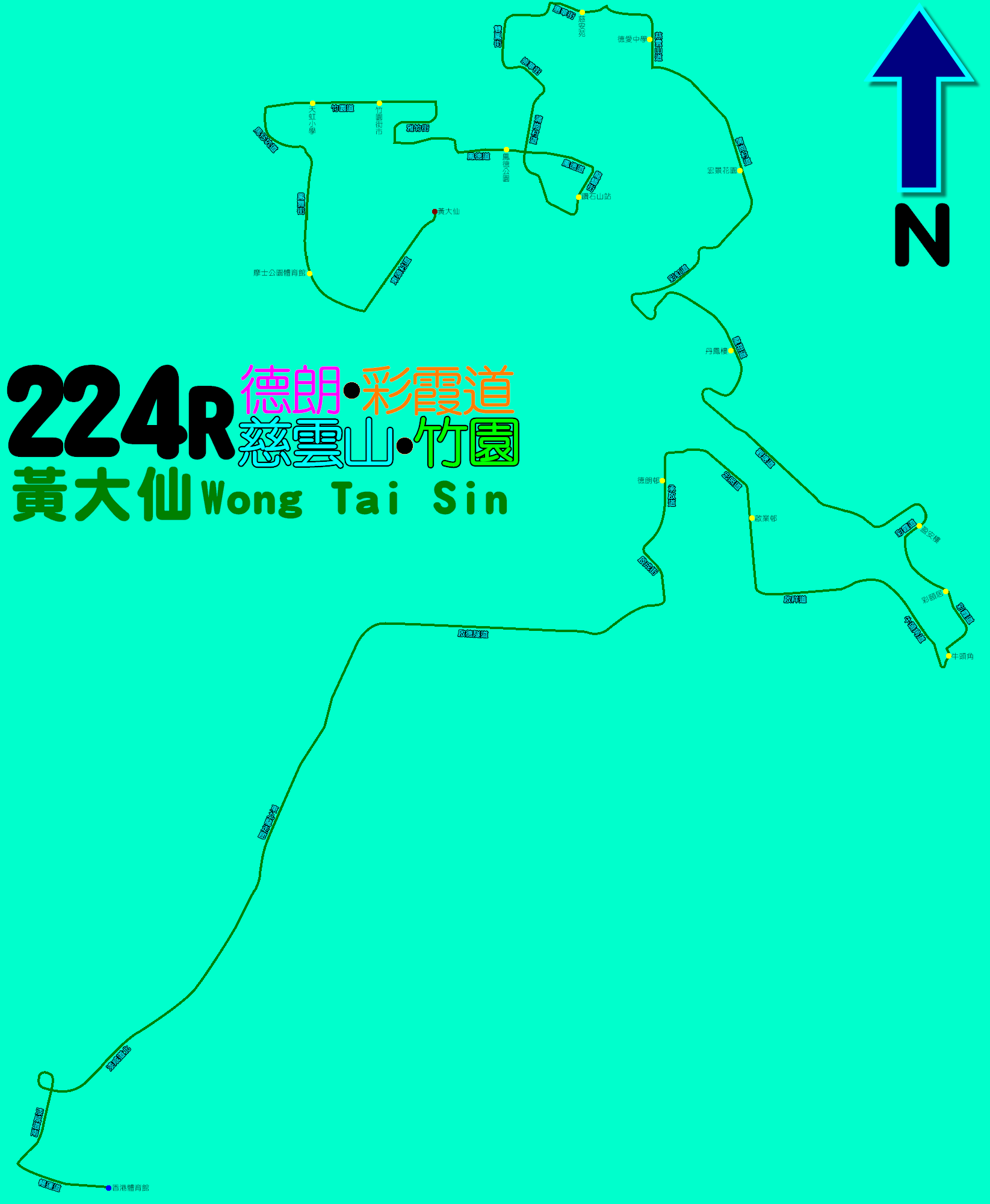
224R線的走線圖

224X
主線
| 1                    | 啟業巴士總站                 | 啟業巴士總站 |
| 2                    | 麗晶花園13座                 | 宏照道       |
| 3                    | 麗晶商場                     | 宏光道       |
| 4                    | 啟德隧道轉車站－宏展街（M1） | 啟祥道       |
| 啟德隧道、東九龍走廊 |                              |              |
| 5*                   | 曲街                         | 漆咸道北     |
| 6                    | 香港理工大學                 | 漆咸道南     |
| 7                    | 香港科學館                   | 漆咸道南     |
| 8                    | 麼地道                       | 漆咸道南     |
| 9                    | 尖東站                       | 梳士巴利道   |
| 10                   | 尖沙咀轉車站－中間道（N2）   | 彌敦道       |
| 11                   | 九龍清真寺（N7）             | 彌敦道       |
| 12                   | 尖沙咀警署（N14）            | 彌敦道       |
| 13                   | 南京街（N24）                | 彌敦道       |
| 14                   | 勞資審裁處                   | 加士居道     |
| 15                   | 山谷道                       | 漆咸道北     |
| 東九龍走廊、啟德隧道 |                              |              |
| 16                   | 啟德隧道轉車站－啟成街（N1） | 啟祥道       |
| 17                   | 宏天廣場                     | 啟華街       |
| 18                   | 啟禮道                       | 宏光道       |
| 19                   | 麗晶商場                     | 宏光道       |
| 20                   | 麗晶花園8座                  | 宏照道       |
| 21                   | 啟業巴士總站                 | 啟業巴士總站 |

註：星期一至五07:50-08:40、18:00-19:00，星期六07:45-08:50、18:10-18:55開出的班次不停曲街站
啟德特別班次
| 1                    | 啟德巴士總站                 | 啟德公共運輸交匯處 |
| 2                    | 東九龍總區警察總部           | 協調道             |
| 3                    | 啟德（德朗邨）               | 承啟道             |
| 4                    | 德朗邨停車場                 | 承啟道             |
| 5                    | 啟德隧道轉車站－宏展街（M1） | 啟祥道             |
| 啟德隧道、東九龍走廊 |                              |                    |
| 6                    | 香港理工大學                 | 漆咸道南           |
| 7                    | 香港科學館                   | 漆咸道南           |
| 8                    | 麼地道                       | 漆咸道南           |
| 9                    | 尖東站                       | 梳士巴利道         |
| 10                   | 尖沙咀轉車站－中間道（N2）   | 彌敦道             |
| 11                   | 九龍清真寺（N7）             | 彌敦道             |
| 12                   | 尖沙咀警署（N14）            | 彌敦道             |
| 13                   | 南京街（N24）                | 彌敦道             |
| 14                   | 勞資審裁處                   | 加士居道           |
| 15                   | 山谷道                       | 漆咸道北           |
| 東九龍走廊、啟德隧道 |                              |                    |
| 16                   | 啟德隧道轉車站－啟成街（N1） | 啟祥道             |
| 17                   | 德朗邨停車場                 | 承啟道             |
| 18                   | 啟德（德朗邨）               | 承啟道             |
| 19                   | 沐虹街                       | 承啟道             |
| 20                   | 東九龍總區警察總部           | 協調道             |
| 21                   | 啟德巴士總站                 | 啟德公共運輸交匯處 |

224R／225R
| 香港體育館                           | 香港體育館 | 香港體育館                       | 佐敦（匯民道）開                 | 佐敦（匯民道）開 | 佐敦（匯民道）開 |
| 序號                                 | 車站名稱   | 位置                             | 序號                             | 車站名稱         | 位置             |
| ------------------------------------ | ---------- | -------------------------------- | -------------------------------- | ---------------- | ---------------- |
| 1*                                   | 香港體育館 | 暢運道 （港鐵紅磡站）            | 1                                | 西九龍站         | 匯民道           |
| （兩線在此交匯，其後路線及車站相同） |            |                                  |                                  |                  |                  |
| 東九龍走廊、啟德隧道                 |            |                                  |                                  |                  |                  |
| 序號                                 | 序號       | 車站名稱                         | 車站名稱                         | 位置             | 位置             |
| 2                                    | 2          | 德朗邨                           | 德朗邨                           | 承啟道           | 承啟道           |
| 3                                    | 3          | 啟業邨                           | 啟業邨                           | 宏照道           | 宏照道           |
| 4                                    | 4          | 牛頭角                           | 牛頭角                           | 牛頭角巴士總站   | 牛頭角巴士總站   |
| 5                                    | 5          | 彩頤居                           | 彩頤居                           | 彩霞道           | 彩霞道           |
| 6                                    | 6          | 彩盈邨盈安樓                     | 彩盈邨盈安樓                     | 彩霞道           | 彩霞道           |
| 觀塘道                               |            |                                  |                                  |                  |                  |
| 7                                    | 7          | 牛池灣轉車站－彩虹邨丹鳳樓（J2） | 牛池灣轉車站－彩虹邨丹鳳樓（J2） | 龍翔道           | 龍翔道           |
| 8                                    | 8          | 宏景花園                         | 宏景花園                         | 斧山道           | 斧山道           |
| 9                                    | 9          | 德愛中學                         | 德愛中學                         | 慈雲山道         | 慈雲山道         |
| 10                                   | 10         | 慈安苑                           | 慈安苑                           | 惠華街           | 惠華街           |
| 11                                   | 11         | 鑽石山站                         | 鑽石山站                         | 龍蟠街           | 龍蟠街           |
| 12                                   | 12         | 鳳德公園                         | 鳳德公園                         | 鳳德道           | 鳳德道           |
| 13                                   | 13         | 竹園街市                         | 竹園街市                         | 竹園道           | 竹園道           |
| 14                                   | 14         | 天虹小學                         | 天虹小學                         | 竹園道           | 竹園道           |
| 15                                   | 15         | 摩士公園體育館                   | 摩士公園體育館                   | 鳳舞街           | 鳳舞街           |
| 16                                   | 16         | 黃大仙巴士總站                   | 黃大仙巴士總站                   | 黃大仙巴士總站   | 黃大仙巴士總站   |

## 營運狀況
由於本線服務的地區較小，來往尖沙咀和九龍灣的需求亦較少，加上九巴皇牌1A線的競爭，客量從開辦至今都不算特別高，但票價增幅卻相當驚人。九巴多條九龍東特快巴士路線在1990年代中期進行改革，本線和15X線先後直接延長服務時間至每日深夜，並由全線非空調轉為空調巴士行走，路線編號亦改為百位數字，以示提升服務水平。
可是，本線服務範圍周邊一直沒有大型發展，在客量沒有明顯增長下，由2002年末起改為祇在平日繁忙時間服務，而來往秀茂坪和尖沙咀的13X則改為每天全日服務，並於平日非繁忙時間及假日來回程繞經啟業及麗晶花園，以取代本線原有服務。
隨著啟德發展區的逐步落成，本線增設啟德開出的特別班次，未來有望提升至全日服務，並把服務範圍延至啟德。